# Acanthodactylus erythrurus
Acanthodactylus erythrurus este o specie de șopârle din genul Acanthodactylus, familia Lacertidae, ordinul Squamata, descrisă de Schinz 1833. A fost clasificată de IUCN ca specie cu risc scăzut.

## Subspecii
Această specie cuprinde următoarele subspecii:
- A. e. atlanticus
- A. e. belli
- A. e. erythrurus

## Galerie

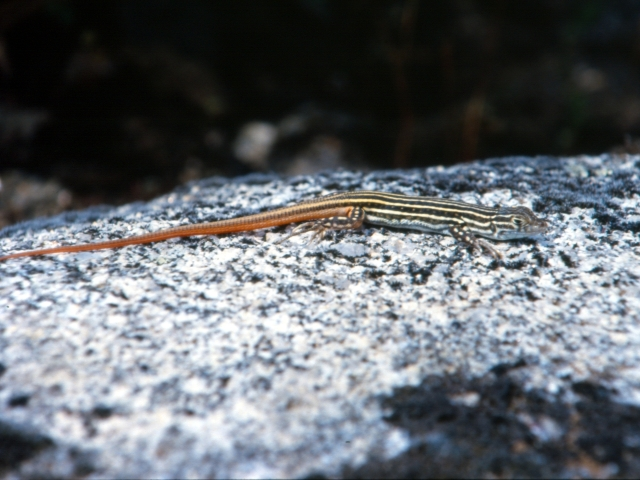
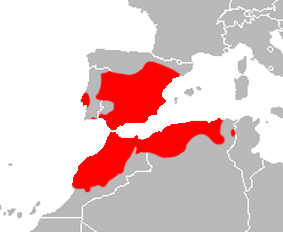
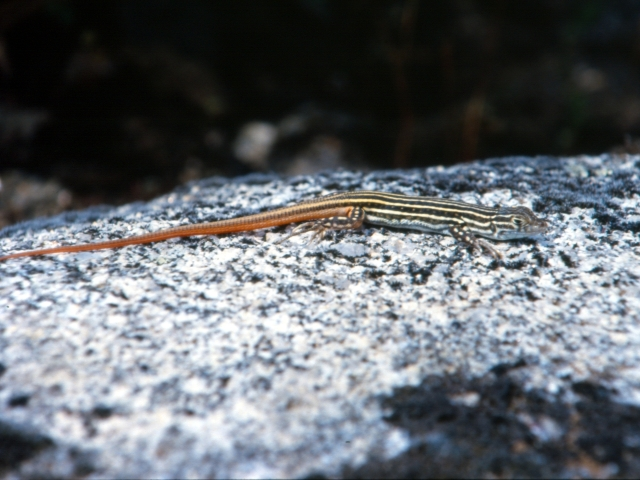